# Kontovel
Kontovel (italijansko Contovello) je naselje z okoli 1.500 prebivalci v severovzhodni Italiji, v bližini Trsta.
Naselje leži na vrhu strmega flišnega pobočja nad obalo ob cesti Trst–Prosek. Leta 1981 je v Kontovelu živelo 1777 prebivalcev, ki so bili največ zaposleni v storitvenih dejavnostih v Trstu. V samem naselju je več trgovin, gostišč in obrtnih delavnic.

## Zgodovina
Die et loco predictis et in majori consilio antedicto facta proposta per dictos Dominos judices supra facto terrenorum quorundam de Prosecho positorum citra Castrum Moncolani juxta Ecclesiam S. Jeronimi habilium pro habitatione sclavorum qui venerunt et venient habitatum supra nostrum districtum [...]— Sklep tržaškega mestnega sveta iz leta 1413
Kontovel je edina vas tržaškega ozemlja, za katero je znano točno leto nastanka. Predzadnjega julija leta 1413 je tržaški mestni svet, po nasvetu mestnih sodnikov odločil, naj se slednji pozanimajo o stanju bogato vinorodnih zemljišč okoli cerkvice sv. Hieronima v bližini Proseškega stolpa. Za zemljišča, ki so bila zasebna, je bilo določeno, naj se jih odkupi v imenu komune za prebivališče Slovanov, ki so se naselili ali se bodo naselili na ozemlju tržaške komune. Določili so tudi, naj se prisili k prodaji imenovanih zemljišč vse, ki bi ne hoteli storiti tega prostovoljno in naj se ta zemljišča dodelijo Slovanom, ki so se ali se bodo naselili ondod v prid in korist komune.
Naj se razjasni, da je to ozemlje bilo od nekdaj bogato vinorodno in v srednjem veku je bilo prav vinogradništvo glavna ekonomska aktivnost na tržaškem, kakor izpričujejo tržaški statuti. Eno izmed glavnih območij, kjer so tržačani gojili trte, iz katerih so pridobivali daleč znano Rebulo je bilo prav območje, kjer so v drugem desetletju 15. stoletja dali zgraditi novo vas Kontovel, pod senco visokega Proseškega stolpa, znanega tudi kot Grad Mokolan. Zanimivo pa je, da se je prav zaradi (napačne) asocijacije Proseškega stolpa z legendarnim rimskim Castellum Pucinum v 16. stoletju začelo širiti novo poimenovanje tržaškega vina iz tega konca: Prosekar (italijansko Prosecco), od tu pa se je gojenje te trte širilo na Beneško. Tako eno izmed svetovno znanih vin nosi slovensko ime. Vse to da razumeti zakaj nekdanji lastniki vinogradov pod Proseškim stolpom niso bili posebno veseli razlastitve iz leta 1413 in od takrat je več stoletij tekla huda kri med Kontovelčani in sosedi.
Vprašanje pa pride spontano; od kot so se Slovani naselili v novo ustanovljeno vas Kontovel? Tržaški zgodovinar Kandler v 19. stoletju je bil mnenja, da so ti prebivalci prišli iz daljnega juga, iz Bosne in Hrvaške. Pa že samo z branjem originalne dokumentacije je Pahor dokazal, da se gre v glavnem za kraševce, ki so se iz okoliških vasi selili v novo, njihova imena pa so zapisana v treh seznamih iz 15. stoletja in 16. stoletja, tako poznamo prve prednike številnih danes znanih kontovelskih družin.
Posebne zanimivosti je še dejstvo, da so se prebivalci Kontovela na koncu 15. stoletja samostojno ubranili pred Turki, ki so začeli v tem obdobju napadati slovenske dežele. Vaška skupnost je zgradila vse krog in krog vasi obrambni zid, čento, pred katero je tudi taboril naš legendarni Kralj Matjaž leta 1485, v podobi zgodovinske osebnosti Matije Korvina. Ko se je turška nevarnost oddaljila in se je vas začela širiti, so prebivalci Kontovela uporabili obstoječo obrambno strukturo v gradbene namene in tako se sledovi le-te danes skrivajo v zidovih stanovanjskih objektov.

## Umetnostni spomeniki
Poznogotska podružnična cerkev Marije od Salvije, zgrajena verjetno sredi 15. stoletja stoji ob cesti proti Proseku. Ljudsko se imenuje tudi »nova cerkev«, v nasprotju s starejšo župnijsko cerkvijo sv. Hieromina, ki se prvič omenja leta 1335. Na stenah prezbiterija podružnične cerkve je ohranjen del fresk z apostoli in glagoliskimi napisi. Kamniti kip sedeče Marije z detetom je iz srede 15. stoletja in je soroden plastikam ljubljanske kiparske delavnice.

## Znani Slovenci, povezani s krajem

### Rojeni v Kontovelu
- Alojz (Lojze) Cijak
- Josip Pertot
- Ivan Regent
- Jaka Štoka

### Umrli v Kontovelu
- Boris Pahor

## Galerija slik
- Pogled na Kontovel z Vejne
- Cerkev sv. Hieronima na Kontovelu
- Kontovelski kal
- Spomenik padlim v narodnoosvobodilni vojni